# طواف سلوفينيا 2022
طواف سلوفينيا 2022 (بالإيطالية: Giro di Slovenia 2022)‏ هو سباق دراجات هوائية، وهو الموسم الثامن والعشرين من طواف سلوفينيا، وأقيم خلال الفترة من 15 يونيو 2022، وحتى 19 يونيو 2022، وشارك فيه 144 متسابقاً.
فاز بالمركز الأول تادي بوجار، وبالمركز الثاني رافال مايكا، وبالمركز الثالث دومين نوفاك، وفاز تادي بوجار في ترتيب النقاط، وكان الفائز حسب النقاط للشباب Vojtěch Řepa ‏، وكان الفائز في تصنيف الجبال رافال مايكا، وفاز كاجا رورال-سيغوروس في ترتيب الفرق.

## الفرق
| فرق عالمية (4)- Astana Qazaqstan Team - Bahrain Victorious - BikeExchange-Jayco - UAE Team Emirates فرق برو (7)- Alpecin-Fenix - Bardiani-CSF-Faizanè - كاجا رورال-سيغوروس 2022 ‏ - درون هوبر-أندروني جوكاتولي 2022 ‏ - فريق إيولو كوميت لركوب الدراجات 2022 ‏ - أوسكالتيل أوسكادي 2022 ‏ - كيرن فارما 2022 ‏ فرق قارية (9)- أدريا موبيل 2022 ‏ - China Glory–Mentech Continental Cycling Team ‏ - دوكلا بانسكا بيستريتسا 2022 ‏ - Team Felt–Felbermayr ‏ - Global 6 United ‏ - Mazowsze Serce Polski ‏ - Team Ljubljana Gusto Santic ‏ - MG.K vis Colors for Peace ‏ - Cycling Team Kranj ‏ فريق وطني- فريق سلوفينيا لركوب الدراجات للرجال 2022‏ |  |
| |  |

## المراحل
| قائمة المراحل | قائمة المراحل | قائمة المراحل           | قائمة المراحل      | قائمة المراحل | قائمة المراحل   | قائمة المراحل |
| المرحلة       | التاريخ       | الدورة                  |                    | المسافة (كم)  | الفائز بالمرحلة | القائد العام  |
| ------------- | ------------- | ----------------------- | ------------------ | ------------- | --------------- | ------------- |
| مرحلة 1       | 15 يونيو      | نوفا جوريتسا – بوستوينا | مرحلة جبلية متوسطة | 164٫7         | رافال مايكا     | رافال مايكا   |
| مرحلة 2       | 16 يونيو      | بيتوج – روغاشكا سلاتينا | مرحلة مستوية       | 174٫2         | ديلان جروينويغن | رافال مايكا   |
| مرحلة 3       | 17 يونيو      | جاليتس – تسليه          | مرحلة جبلية        | 144٫6         | تادي بوجار      | تادي بوجار    |
| مرحلة 4       | 18 يونيو      | لاشكو – Velika Planina ‏ | مرحلة جبلية        | 152٫4         | رافال مايكا     | تادي بوجار    |
| مرحلة 5       | 19 يونيو      | فورنيكا – نوفو ميتسو    | مرحلة مستوية       | 155٫7         | تادي بوجار      | تادي بوجار    |

## النتيجة

### مرحلة 1
هي مرحلة جبلية متوسطة، أقيمت في 15 يونيو 2022، وامتدّت لمسافة 164.7 كيلومتر. فاز بالمرحلة رافال مايكا، وكان متصدر الترتيب العام في نهاية المرحلة رافال مايكا، وكان المتصدر حسب ترتيب النقاط رافال مايكا، وكان المتصدر في ترتيب التسلق رافال مايكا، وتصدر ترتيب النقاط للشباب Alex Tolio ‏، ومتصدر ترتيب الفرق فريق البحرين ميريدا للدراجات الهوائية 2022.
| التصنيف العام         | التصنيف العام     | التصنيف العام | التصنيف العام           | التصنيف العام |
| العداء                | العداء            | البلد         | الفريق                  | الوقت         |
| --------------------- | ----------------- | ------------- | ----------------------- | ------------- |
| 1                     | رافال مايكا       | بولندا        | فريق الإمارات           | 4 س 02 د 00 ث |
| 2                     | دومين نوفاك       | سلوفينيا      | Bahrain Victorious      | + 6 ث         |
| 3                     | تادي بوجار        | سلوفينيا      | فريق الإمارات           | + 8 ث         |
| 4                     | فينتشنزو ألبانيز  | إيطاليا       | إيولو كوميت ‏            | + 58 ث        |
| 5                     | لوكا ميزجيك       | سلوفينيا      | Team BikeExchange-Jayco | + 58 ث        |
| 6                     | Nicola Conci ‏     | إيطاليا       | Alpecin-Fenix           | + 58 ث        |
| 7                     | ماتج موهوريك      | سلوفينيا      | Bahrain Victorious      | + 58 ث        |
| 8                     | Fernando Barceló ‏ | إسبانيا       | كاجا رورال-سيغوروس ‏     | + 58 ث        |
| 9                     | Davide Gabburo ‏   | إيطاليا       | Bardiani CSF Faizanè    | + 58 ث        |
| 10                    | فابيو فلين        | إيطاليا       | Astana Qazaqstan Team   | + 58 ث        |
| مصدر: ProCyclingStats |                   |               |                         |               |

### مرحلة 2
هي مرحلة بسيطة، أقيمت في 16 يونيو 2022، وامتدّت لمسافة 174.2 كيلومتر. فاز بالمرحلة ديلان جروينويغن، وكان متصدر الترتيب العام في نهاية المرحلة رافال مايكا، وكان المتصدر حسب ترتيب النقاط رافال مايكا، وكان المتصدر في ترتيب التسلق رافال مايكا، وتصدر ترتيب النقاط للشباب Vojtěch Řepa ‏، ومتصدر ترتيب الفرق فريق البحرين ميريدا للدراجات الهوائية 2022.
| التصنيف العام         | التصنيف العام   | التصنيف العام   | التصنيف العام              | التصنيف العام |
| العداء                | العداء          | البلد           | الفريق                     | الوقت         |
| --------------------- | --------------- | --------------- | -------------------------- | ------------- |
| 1                     | رافال مايكا     | بولندا          | فريق الإمارات              | 8 س 14 د 51 ث |
| 2                     | دومين نوفاك     | سلوفينيا        | Bahrain Victorious         | + 6 ث         |
| 3                     | تادي بوجار      | سلوفينيا        | فريق الإمارات              | + 8 ث         |
| 4                     | Vojtěch Řepa ‏   | التشيك          | Equipo Kern Pharma ‏        | + 55 ث        |
| 5                     | لوكا ميزجيك     | سلوفينيا        | Team BikeExchange-Jayco    | + 58 ث        |
| 6                     | Nicola Conci ‏   | إيطاليا         | Alpecin-Fenix              | + 58 ث        |
| 7                     | ماتج موهوريك    | سلوفينيا        | Bahrain Victorious         | + 58 ث        |
| 8                     | لوكاس هاميلتون  | أستراليا        | Team BikeExchange-Jayco    | + 58 ث        |
| 9                     | Davide Gabburo ‏ | إيطاليا         | Bardiani CSF Faizanè       | + 58 ث        |
| 10                    | Paul Double ‏    | المملكة المتحدة | MG.K vis Colors for Peace ‏ | + 58 ث        |
| مصدر: ProCyclingStats |                 |                 |                            |               |

### مرحلة 3
هي مرحلة جبلية، أقيمت في 17 يونيو 2022، وامتدّت لمسافة 144.6 كيلومتر. فاز بالمرحلة تادي بوجار، وكان متصدر الترتيب العام في نهاية المرحلة تادي بوجار، وكان المتصدر حسب ترتيب النقاط رافال مايكا، وكان المتصدر في ترتيب التسلق رافال مايكا، وتصدر ترتيب النقاط للشباب Vojtěch Řepa ‏، وكان متصدر ترتيب الفرق كاجا رورال-سيغوروس 2022 ‏.
| التصنيف العام         | التصنيف العام    | التصنيف العام | التصنيف العام           | التصنيف العام  |
| العداء                | العداء           | البلد         | الفريق                  | الوقت          |
| --------------------- | ---------------- | ------------- | ----------------------- | -------------- |
| 1                     | تادي بوجار       | سلوفينيا      | فريق الإمارات           | 11 س 41 د 58 ث |
| 2                     | رافال مايكا      | بولندا        | فريق الإمارات           | + 7 ث          |
| 3                     | دومين نوفاك      | سلوفينيا      | Bahrain Victorious      | + 55 ث         |
| 4                     | Nicola Conci ‏    | إيطاليا       | ألبيسين فينيكس تيم ‏     | + 1 د 10 ث     |
| 5                     | فينتشنزو ألبانيز | إيطاليا       | إيولو كوميت ‏            | + 1 د 36 ث     |
| 6                     | لوكا ميزجيك      | سلوفينيا      | Team BikeExchange-Jayco | + 1 د 36 ث     |
| 7                     | ماتج موهوريك     | سلوفينيا      | Bahrain Victorious      | + 1 د 36 ث     |
| 8                     | Davide Gabburo ‏  | إيطاليا       | Bardiani CSF Faizanè    | + 1 د 37 ث     |
| 9                     | Joel Nicolau ‏    | إسبانيا       | كاجا رورال-سيغوروس ‏     | + 1 د 43 ث     |
| 10                    | Vojtěch Řepa ‏    | التشيك        | Equipo Kern Pharma ‏     | + 1 د 43 ث     |
| مصدر: ProCyclingStats |                  |               |                         |                |

### مرحلة 4
هي مرحلة جبلية، أقيمت في 18 يونيو 2022، وامتدّت لمسافة 152.4 كيلومتر. فاز بالمرحلة رافال مايكا، وكان متصدر الترتيب العام في نهاية المرحلة تادي بوجار، وكان المتصدر حسب ترتيب النقاط رافال مايكا، وكان المتصدر في ترتيب التسلق رافال مايكا، وتصدر ترتيب النقاط للشباب Vojtěch Řepa ‏، وكان متصدر ترتيب الفرق كاجا رورال-سيغوروس 2022 ‏.
| التصنيف العام         | التصنيف العام     | التصنيف العام   | التصنيف العام              | التصنيف العام  |
| العداء                | العداء            | البلد           | الفريق                     | الوقت          |
| --------------------- | ----------------- | --------------- | -------------------------- | -------------- |
| 1                     | تادي بوجار        | سلوفينيا        | فريق الإمارات              | 15 س 35 د 44 ث |
| 2                     | رافال مايكا       | بولندا          | فريق الإمارات              | + 3 ث          |
| 3                     | دومين نوفاك       | سلوفينيا        | Bahrain Victorious         | + 1 د 56 ث     |
| 4                     | فينتشنزو ألبانيز  | إيطاليا         | إيولو كوميت ‏               | + 2 د 06 ث     |
| 5                     | Vojtěch Řepa ‏     | التشيك          | Equipo Kern Pharma ‏        | + 2 د 17 ث     |
| 6                     | Nicola Conci ‏     | إيطاليا         | ألبيسين فينيكس تيم ‏        | + 2 د 41 ث     |
| 7                     | Paul Double ‏      | المملكة المتحدة | MG.K vis Colors for Peace ‏ | + 2 د 56 ث     |
| 8                     | Joel Nicolau ‏     | إسبانيا         | كاجا رورال-سيغوروس ‏        | + 3 د 04 ث     |
| 9                     | Fernando Barceló ‏ | إسبانيا         | كاجا رورال-سيغوروس ‏        | + 3 د 16 ث     |
| 10                    | Davide Gabburo ‏   | إيطاليا         | Bardiani CSF Faizanè       | + 3 د 47 ث     |
| مصدر: ProCyclingStats |                   |                 |                            |                |

### مرحلة 5
هي مرحلة بسيطة، أقيمت في 19 يونيو 2022، وامتدّت لمسافة 155.7 كيلومتر. فاز بالمرحلة تادي بوجار، وكان متصدر الترتيب العام في نهاية المرحلة تادي بوجار، وكان المتصدر حسب ترتيب النقاط تادي بوجار، وكان المتصدر في ترتيب التسلق رافال مايكا، وتصدر ترتيب النقاط للشباب Vojtěch Řepa ‏، وكان متصدر ترتيب الفرق كاجا رورال-سيغوروس 2022 ‏.

## التصنيف العام النهائي
| التصنيف العام         | التصنيف العام     | التصنيف العام   | التصنيف العام              | التصنيف العام  |
| العداء                | العداء            | البلد           | الفريق                     | الوقت          |
| --------------------- | ----------------- | --------------- | -------------------------- | -------------- |
| 1                     | تادي بوجار        | سلوفينيا        | فريق الإمارات              | 19 س 18 د 09 ث |
| 2                     | رافال مايكا       | بولندا          | فريق الإمارات              | + 12 ث         |
| 3                     | دومين نوفاك       | سلوفينيا        | Bahrain Victorious         | + 2 د 32 ث     |
| 4                     | فينتشنزو ألبانيز  | إيطاليا         | إيولو كوميت ‏               | + 2 د 42 ث     |
| 5                     | Vojtěch Řepa ‏     | التشيك          | Equipo Kern Pharma ‏        | + 3 د 10 ث     |
| 6                     | Nicola Conci ‏     | إيطاليا         | ألبيسين فينيكس تيم ‏        | + 3 د 17 ث     |
| 7                     | Paul Double ‏      | المملكة المتحدة | MG.K vis Colors for Peace ‏ | + 3 د 32 ث     |
| 8                     | Joel Nicolau ‏     | إسبانيا         | كاجا رورال-سيغوروس ‏        | + 3 د 40 ث     |
| 9                     | Fernando Barceló ‏ | إسبانيا         | كاجا رورال-سيغوروس ‏        | + 3 د 52 ث     |
| 10                    | Davide Gabburo ‏   | إيطاليا         | Bardiani CSF Faizanè       | + 4 د 23 ث     |
| مصدر: ProCyclingStats |                   |                 |                            |                |

### تصنيف النقاط
| تصنيف النقاط          | تصنيف النقاط      | تصنيف النقاط | تصنيف النقاط            | تصنيف النقاط |
| العداء                | العداء            | البلد        | الفريق                  | النقاط       |
| --------------------- | ----------------- | ------------ | ----------------------- | ------------ |
| 1                     | تادي بوجار        | سلوفينيا     | فريق الإمارات           | 86 نقطة      |
| 2                     | رافال مايكا       | بولندا       | فريق الإمارات           | 86 نقطة      |
| 3                     | فينتشنزو ألبانيز  | إيطاليا      | إيولو كوميت ‏            | 55 نقطة      |
| 4                     | لوكا ميزجيك       | سلوفينيا     | Team BikeExchange-Jayco | 40 نقطة      |
| 5                     | ماتج موهوريك      | سلوفينيا     | Bahrain Victorious      | 39 نقطة      |
| 6                     | Fernando Barceló ‏ | إسبانيا      | كاجا رورال-سيغوروس ‏     | 38 نقطة      |
| 7                     | Nicola Conci ‏     | إيطاليا      | ألبيسين فينيكس تيم ‏     | 36 نقطة      |
| 8                     | دومين نوفاك       | سلوفينيا     | Bahrain Victorious      | 32 نقطة      |
| 9                     | فابيو فلين        | إيطاليا      | Astana Qazaqstan Team   | 28 نقطة      |
| 10                    | ديلان جروينويغن   | هولندا       | Team BikeExchange-Jayco | 25 نقطة      |
| مصدر: ProCyclingStats |                   |              |                         |              |

### تصنيف الجبال
| تصنيف الجبال          | تصنيف الجبال       | تصنيف الجبال | تصنيف الجبال                                  | تصنيف الجبال |
| العداء                | العداء             | البلد        | الفريق                                        | النقاط       |
| --------------------- | ------------------ | ------------ | --------------------------------------------- | ------------ |
| 1                     | رافال مايكا        | بولندا       | فريق الإمارات                                 | 30 نقطة      |
| 2                     | تادي بوجار         | سلوفينيا     | فريق الإمارات                                 | 23 نقطة      |
| 3                     | Viktor Potočki ‏    | كرواتيا      | Team Ljubljana Gusto Santic ‏                  | 12 نقطة      |
| 4                     | Samuele Zoccarato ‏ | إيطاليا      | Bardiani CSF Faizanè                          | 10 نقطة      |
| 5                     | دومين نوفاك        | سلوفينيا     | Bahrain Victorious                            | 9 نقطة       |
| 6                     | Fernando Barceló ‏  | إسبانيا      | كاجا رورال-سيغوروس ‏                           | 6 نقطة       |
| 7                     | Alex Tolio ‏        | إيطاليا      | Bardiani CSF Faizanè                          | 4 نقطة       |
| 8                     | ماتج موهوريك       | سلوفينيا     | Bahrain Victorious                            | 4 نقطة       |
| 9                     | Tomasz Budziński ‏  | بولندا       | Mazowsze Serce Polski ‏                        | 4 نقطة       |
| 10                    | لوكاس دي روسي      | فرنسا        | China Glory–Mentech Continental Cycling Team ‏ | 4 نقطة       |
| مصدر: ProCyclingStats |                    |              |                                               |              |

## تصنيف الفرق

### الفرق حسب الوقت
| تصنيف الفرق حسب الوقت | تصنيف الفرق حسب الوقت                 | تصنيف الفرق حسب الوقت    | تصنيف الفرق حسب الوقت |
| الفريق                | الفريق                                | البلد                    | الوقت                 |
| --------------------- | ------------------------------------- | ------------------------ | --------------------- |
| 1                     | كاجا رورال-سيغوروس 2022 ‏              | إسبانيا                  | 58 س 05 د 54 ث        |
| 2                     | فريق إيولو كوميت لركوب الدراجات 2022 ‏ | إيطاليا                  | + 3 د 09 ث            |
| 3                     | كيرن فارما 2022 ‏                      | إسبانيا                  | + 10 د 06 ث           |
| 4                     | فريق الإمارات                         | الإمارات العربية المتحدة | + 10 د 09 ث           |
| 5                     | Bahrain Victorious                    | البحرين                  | + 10 د 42 ث           |
| مصدر: ProCyclingStats |                                       |                          |                       |

## تصانيف فرعية

### تصنيف أفضل شاب
| تصنيف أفضل شاب        | تصنيف أفضل شاب       | تصنيف أفضل شاب | تصنيف أفضل شاب               | تصنيف أفضل شاب |
| العداء                | العداء               | البلد          | الفريق                       | الوقت          |
| --------------------- | -------------------- | -------------- | ---------------------------- | -------------- |
| 1                     | Vojtěch Řepa ‏        | التشيك         | Equipo Kern Pharma ‏          | 19 س 26 د 16 ث |
| 2                     | Alex Tolio ‏          | إيطاليا        | Bardiani CSF Faizanè         | + 2 د 28 ث     |
| 3                     | Santiago Umba ‏       | كولومبيا       | أندروني جوكاتولي-سيدرمك ‏     | + 20 د 05 ث    |
| 4                     | Gal Glivar ‏          | سلوفينيا       | أدريا موبيل ‏                 | + 25 د 01 ث    |
| 5                     | Dylan Hopkins ‏       | أستراليا       | Team Ljubljana Gusto Santic ‏ | + 26 د 42 ث    |
| 6                     | Carlos Canal ‏        | إسبانيا        | أوسكالتيل أوسكادي ‏           | + 26 د 55 ث    |
| 7                     | Matevž Govekar ‏      | سلوفينيا       | Bahrain Victorious           | + 27 د 52 ث    |
| 8                     | Alessandro Fancellu ‏ | إيطاليا        | إيولو كوميت ‏                 | + 40 د 42 ث    |
| 9                     | Francesco Carollo ‏   | إيطاليا        | MG.K vis Colors for Peace ‏   | + 41 د 01 ث    |
| 10                    | أليكساندر بالمر      | سويسرا         | Team BikeExchange-Jayco      | + 41 د 38 ث    |
| مصدر: ProCyclingStats |                      |                |                              |                |

## وصلات خارجية
- الموقع الرسمي
- لمحة عن سباق طواف سلوفينيا 2022 على موقع  ProCyclingStats   (برو  سايكلنج  ستاتس) - إحصاءات  محترفي  الدراجات.
- طواف سلوفينيا 2022 على موقع إحصائيات الدراجات الإحترافية (الإنجليزية)